# Campeonato Mundial de la FULL
El Campeonato Mundial de FULL (FULL World Championship, en inglés) es un campeonato retirado de lucha libre profesional creado y utilizado por la Federación Universitaria de Lucha Libre. El título fue retirado en 2018.
El campeonato se creó el 14 de diciembre de 2002 por la Federación Universitaria de Lucha Libre (FULL), bajo el nombre de Campeonato Mundial de FULL (FULL World Championship, en inglés), siendo originalmente una copa de oro. Es el campeonato de mayor antigüedad dentro de la lucha libre en Chile, cambiando de manos y siendo defendido en México y Estados Unidos.

## Historia
El título fue creado en diciembre del 2002 en la federación independiente: Federación Universitaria de Lucha Libre en Antofagasta, Chile, con el nombre Campeonato Mundial de la FULL, su primer campeón fue Trox, el título fue defendido y cambio de manos en numerosas ocasiones a lo largo de 2002-2006 en UCN entre sus campeones estuvieron: Trox, Hellspawn, Dark Machine y Rex, luego el título paso a defenderse en Cenex hasta febrero de 2007 entre sus Campeones estuvieron: Rex, Dark Machine y Gory, en ese mismo año regresa Dark Machine y recupera el campeonato, en 2007 el título se defendió en Panorama hasta el 2008 los campeones fueron: Rex, Jat Sonick y Kaiser, en 2008 Rex se llevó el título cuando la empresa se unió al estadio Green Cross los Campeones fueron: Rex, Tornado Manson, Jat Sonick, Psyco Jack, Hijo del Trauko y Crovax, en 2011 el título salió por primera vez del dominio de FULL cuando el luchador de Max Lucha Libre Criminal se llevó el título a Rancagua pero fue recuperado por Rex, en 2013 Trox ganó el título por tercera vez en Nemesis en una lucha TLC contra Jat Sonick en 26 de octubre del 2013 Arkangel de la Muerte, ganó el campeonato derrotando al ex campeón y su exalumno Trox en un show de la empresa independiente FULL en Antofagasta, Chile y lo trajo al Consejo Mundial de Lucha Libre siendo el primer campeón Mexicano, en su paso por CMLL el título tuvo campeones como: el Gallo, Bobby Z, Rey Dragon y Rey Bucanero, el título vacante el 13 de junio de 2018 en honor al fallecimiento del campeón Arkangel de la Muerte.

## Campeones

### Campeón actual
El título fue retirado en 2018.

### Lista de campeones
|    | Luchador              | N.º | Fecha                    | Días | Lugar                                           | Notas y referencias |
| -- | --------------------- | --- | ------------------------ | ---- | ----------------------------------------------- | --- |
| 1  | Trox                  | 1   | 14 de diciembre de 2002  | 92   | Antofagasta, Región de Antofagasta, Chile       | Derroto a Hellspawn en FULL Destruction I.                                                                                     |
| 2  | Hellspawn             | 1   | 16 de marzo de 2003      | 141  | Antofagasta, Región de Antofagasta, Chile       | Derroto a Trox en FULL Made in Antofagasta 2003.                                                                               |
| 3  | Dark Machine          | 1   | 4 de agosto de 2003      | 338  | Antofagasta, Región de Antofagasta, Chile       | Derroto a Hellspawn en una lucha de cadenas en FULL Némesis 2003.                                                              |
| 4  | Rex                   | 1   | 7 de julio de 2004       | 129  | Antofagasta, Región de Antofagasta, Chile       | Derroto a Dark Machine en una lucha de escaleras en FULL Némesis 2004.                                                         |
| 5  | Dark Machine          | 2   | 13 de noviembre de 2004  | 35   | Antofagasta, Región de Antofagasta, Chile       | Derroto a Rex en FULL Destruction III.                                                                                         |
| 6  | Rex                   | 2   | 18 de diciembre de 2004  | 328  | Antofagasta, Región de Antofagasta, Chile       | Derroto a Dark Machine en FULL Anarkia Total 2004.                                                                             |
| 7  | Trox                  | 2   | 11 de noviembre de 2005  | 77   | Antofagasta, Región de Antofagasta, Chile       | Derroto a Rex en una lucha sin descalificación en FULL Destruction IV.                                                         |
| 8  | Rex                   | 3   | 27 de enero de 2006      | 210  | Antofagasta, Región de Antofagasta, Chile       | Derroto a Trox en FULL es Lucha 2006.                                                                                          |
| 9  | Dark Machine          | 3   | 25 de agosto de 2006     | 63   | Antofagasta, Región de Antofagasta, Chile       | Derroto a Rex en FULL Aquí y Ahora 2006.                                                                                       |
| -  | Vacante               | -   | 27 de octubre de 2006    | -    | Antofagasta, Región de Antofagasta, Chile       | Dark Machine fue despojado del título debido a una lesión de talón.                                                            |
| 10 | Gory                  | 1   | 27 de octubre de 2006    | 63   | Antofagasta, Región de Antofagasta, Chile       | Derroto a Dirty Montaña en FULL Fullminante 2006.                                                                              |
| 11 | Dark Machine          | 4   | 29 de diciembre de 2006  | 254  | Antofagasta, Región de Antofagasta, Chile       | Derroto a Gory, Chiko Draker y Rex en FULL Anarkia Total 2006.                                                                 |
| 12 | Kayser                | 1   | 29 de septiembre de 2007 | 182  | Antofagasta, Región de Antofagasta, Chile       | Derroto a Dark Machine y Rex en una lucha Super Libre en FULL Némesis 2007.                                                    |
| 13 | Trox                  | 3   | 29 de marzo de 2008      | 84   | Antofagasta, Región de Antofagasta, Chile       | Derroto a Kayser en una lucha Super Libre en FULL Made in Antofagasta 2008.                                                    |
| 14 | Kayser                | 2   | 21 de junio de 2008      | 49   | Antofagasta, Región de Antofagasta, Chile       | Derroto a Trox en FULL Lucha Libre 21 de junio de 2008.                                                                        |
| 15 | Jat Sonick            | 1   | 9 de agosto de 2008      | 95   | Antofagasta, Región de Antofagasta, Chile       | Derroto a Kayser en FULL Lucha Libre 9 de agosto de 2008.                                                                      |
| -  | Vacante               | -   | 12 de noviembre de 2008  | -    | Antofagasta, Región de Antofagasta, Chile       | Sebastian Hoffman despojo a Jat Sonick del campeonato por supuestamente lesionar a Rex lo cual se descubrió después fue falso. |
| 16 | Jat Sonick            | 1   | 29 de noviembre de 2008  | 70   | Antofagasta, Región de Antofagasta, Chile       | Derroto a Kayser en FULL Destruction VII.                                                                                      |
| 17 | Rex                   | 4   | 7 de febrero de 2009     | 21   | Antofagasta, Región de Antofagasta, Chile       | Derroto a Jat Sonick y Dark Machine en FULL Verano del Caos 2009.                                                              |
| 18 | Jat Sonick            | 2   | 28 de febrero de 2009    | 84   | Antofagasta, Región de Antofagasta, Chile       | Derroto a Rex en FULL Extravaganza 2009.                                                                                       |
| 19 | Kayser                | 3   | 23 de mayo de 2009       | 28   | Antofagasta, Región de Antofagasta, Chile       | Derroto a Jat Sonick, Dirty Montaña y Rex en FULL Lucha Libre 23 de mayo de 2009.                                              |
| 20 | Jat Sonick            | 4   | 20 de junio de 2009      | 49   | Antofagasta, Región de Antofagasta, Chile       | Derroto a Kayser, Efecto y Tornado Manson en FULL Invasion ALL.                                                                |
| 21 | Tornado Manson        | 1   | 8 de agosto de 2009      | 49   | Antofagasta, Región de Antofagasta, Chile       | Derroto a Jat Sonick en FULL Torneo del Desierto 2009.                                                                         |
| -  | Vacante               | -   | 26 de septiembre de 2009 | -    | Antofagasta, Región de Antofagasta, Chile       | Tornado Manson fue despojado del título debido a una úlcera estomacal.                                                         |
| 22 | Psycko Jack           | 1   | 8 de noviembre de 2009   | 225  | Antofagasta, Región de Antofagasta, Chile       | Derroto a Hijo del Trauco en la final del torneo del Desierto en FULL Destruction VIII.                                        |
| 23 | Hijo del Trauco       | 1   | 22 de junio de 2010      | 68   | Antofagasta, Región de Antofagasta, Chile       | Derroto a Psycko Jack en FULL 22 de junio de 2010                                                                              |
| 24 | Psycko Jack           | 2   | 29 de agosto de 2010     | 77   | Antofagasta, Región de Antofagasta, Chile       | Derroto a Hijo del Trauco en una lucha 2 de 3 caídas en FULL Aquí y Ahora 2010.                                                |
| 25 | Jat Sonick            | 5   | 14 de noviembre de 2010  | 86   | Antofagasta, Chile                              | Derroto a Psycko Jack en FULL Out Of Control 2010.                                                                             |
| 26 | Criminal              | 1   | 6 de marzo de 2011       | 62   | Antofagasta, Región de Antofagasta, Chile       | Ganó la tercera caída válida por el título en una lucha 3 vs 3 en FULL Fullminante 2010.                                       |
| 27 | Rex                   | 5   | 7 de mayo de 2011        | 89   | Rancagua, Región de O'Higgins, Chile            | Ganó la primera caída válida por el campeonato en una lucha fatal de cinco en MAX Confrontación 2011.                          |
| 28 | Tornado Manson        | 2   | 4 de junio de 2011       | 175  | Antofagasta, Región de Antofagasta, Chile       | Derroto a Rex y Kiltro en FULL Jugadas Peligrosas 2011.                                                                        |
| 29 | Trox                  | 4   | 26 de noviembre de 2011  | 190  | Antofagasta, Región de Antofagasta, Chile       | Derroto a Tornado Manson en una lucha 2 de 3 caídas en FULL Destruction X.                                                     |
| 30 | Crovax                | 1   | 3 de junio de 2012       | 200  | Antofagasta, Región de Antofagasta, Chile       | Derroto a Trox en FULL Impulso Torneo Parejas Increíbles Final.                                                                |
| 31 | Jat Sonick            | 6   | 20 de diciembre de 2012  | 191  | Antofagasta, Región de Antofagasta, Chile       | Derroto a Crovax en FULL Impulso 2 de marzo de 2013.                                                                           |
| 32 | Trox                  | 5   | 29 de junio de 2013      | 119  | Antofagasta, Región de Antofagasta, Chile       | Derroto a Jat Sonick en una lucha de mesas, escaleras y sillas en FULL Némesis 2013.                                           |
| 33 | Arkangel de la Muerte | 1   | 26 de octubre de 2013    | 85   | Antofagasta, Región de Antofagasta, Chile       | Derroto a Trox en una lucha 2 de 3 caídas en FULL Vs. CMLL - Chile Vs. México.                                                 |
| 34 | El Gallo              | 1   | 19 de enero de 2014      | 156  | Guadalajara, Jalisco, México                    | Derroto a Arkangel de la Muerte en una lucha 2 de 3 caídas en "CMLL Guadalajara Domingos".                                     |
| 35 | Arkangel de la Muerte | 1   | 24 de junio de 2014      | 538  | Ciudad de México, Distrito Federal, México      | Derroto a El Gallo en una lucha 2 de 3 caídas en "CMLL en CadenaTres".                                                         |
| 36 | Bobby Z               | 1   | 14 de diciembre de 2015  | 104  | Torreón, Coahuila, México                       | Derroto a Arkangel de la Muerte en una lucha 2 de 3 caídas en "Lucha en Torreón".                                              |
| 37 | Rey Dragón            | 1   | 27 de marzo de 2016      | 28   | Heroica Puebla de Zaragoza, Puebla, México      | Derroto a Bobby Z en una lucha 2 de 3 caídas en "Lucha en Puebla".                                                             |
| 38 | Bobby Z               | 2   | 24 de abril de 2016      | 6    | Heroica Puebla de Zaragoza, Puebla, México      | Derroto a Rey Dragón en una lucha 2 de 3 caídas en "Lucha en Puebla".                                                          |
| 39 | Rey Bucanero          | 1   | 30 de abril de 2016      | 336  | Ciudad de México, Distrito Federal, México      | Derroto a Bobby Z en "Marca de Destrucción".                                                                                   |
| 40 | Arkangel de la Muerte | 3   | 1 de abril de 2017       |      | Ciudad Nezahualcóyotl, Estado de México, México | Derroto a Rey Bucanero en "Lucha en Nezahualcoyotl".                                                                           |
| -  | Inactivo              | -   | 13 de junio de 2018      |      | Venta del Astillero, Jalisco, México            | El campeonato fue desactivado después del fallecimiento de Arkangel de la Muerte.                                              |

### Total de días con el título
| N.º | Campeón               | Reinados | Total de días |
| --- | --------------------- | -------- | ------------- |
| 1   | Arkangel de la Muerte | 3        | 1061          |
| 2   | Rex                   | 5        | 716           |
| 3   | Dark Machine          | 4        | 710           |
| 4   | Rex                   | 5        | 562           |
| 5   | Jat Sonick            | 6        | 601           |
| 6   | Rey Bucanero          | 1        | 336           |
| 7   | Psycko Jack           | 2        | 303           |
| 8   | Rex                   | 3        | 259           |
| 9   | Tornado Manson        | 2        | 224           |
| 10  | Crovax                | 1        | 200           |
| 11  | El Gallo              | 1        | 156           |
| 12  | Hellspawn             | 1        | 141           |
| 13  | Bobby Z               | 2        | 110           |
| 14  | Hijo del Trauco       | 1        | 68            |
| 15  | Gory                  | 1        | 63            |
| 16  | Criminal              | 1        | 62            |
| 17  | Rey Dragón            | 1        | 28            |

### Mayor cantidad de reinados
| Reinados | Luchador (es)                         |
| -------- | ------------------------------------- |
| 6 veces  | Jat Sonick                            |
| 5 veces  | Rex y Trox                            |
| 4 veces  | Dark Machine                          |
| 3 veces  | Arkangel de la Muerte y Kayser        |
| 2 veces  | Bobby Z, Psycko Jack y Tornado Manson |